# Женский мировой шоссейный кубок UCI 2001
Женский мировой шоссейный кубок UCI 2001 — 4-й сезон одноимённого шоссейного сезонного соревнования.

## Обзор сезона
Календарь турнира претерпел изменения. В него вернулись отсутствовавшие в прошлом сезоне новозеландская Канбера Ворлд Кап и французский Трофи Интернешнл. Таким образом турнир стал состоять из 9 однодневных гонок которые также входили в Женский мировой шоссейный календарь UCI 2001. Турнир стартовал в середине марта двумя гонками в Австралии и Новой Зеландии. Затем в марте и апреле прошло ещё две гонки снова в Европе. После этого в июне были проведены две гонки в США и Канаде. Заключительные три гонки прошли в августе и сентябре в Европе.
Регламент турнира остался прежним. Индивидуальный рейтинг предусматривал начисление очков первым 20 гонщицам на каждой гонке. Победитель сезона определялся по общей сумме набранных очков независимо от количества проведённых гонок.
Начисляемые очки
| Место | 1  | 2  | 3  | 4  | 5  | 6  | 7  | 8  | 9  | 10 | 11 | 12 | 13 | 14 | 15 | 16 | 17 | 18 | 19 | 20 |
| ----- | -- | -- | -- | -- | -- | -- | -- | -- | -- | -- | -- | -- | -- | -- | -- | -- | -- | -- | -- | -- |
| Очки  | 75 | 50 | 35 | 30 | 27 | 24 | 21 | 18 | 15 | 11 | 10 | 9  | 8  | 7  | 6  | 5  | 4  | 3  | 2  | 1  |

Победительницей индивидуального рейтинга второй раз стала австралийка Анна Миллуорд (ранее выступавшая под фамилией Уилсон) которая выиграла 2 гонки, она также стала первой по итогам Мирового календаря UCI 2001. Второе место заняла нидерландка Мирьям Мельхерс, третье – шведка Сюзанн Юнгског.

## Календарь
| 10 мар | Канбера Ворлд Кап           | CDM | Анна Миллуорд    | Мирьям Мельхерс  | Рошелль Гилмор     |
| 18 мар | Гамильтон Ворлд Кап         | CDM | Анна Миллуорд    | Мирьям Мельхерс  | Зинаида Стагурская |
| 24 мар | Примавера Роза              | CDM | Сюзанн Юнгског   | Мирьям Мельхерс  | Сара Феллони       |
| 18 апр | Флеш Валонь                 | CDM | Фабиана Луперини | Анна Миллуорд    | Трикси Воррак      |
| 2 июн  | Монреаль Ворлд Кап          | CDM | Женевьева Жансон | Сюзанн Юнгског   | Лин Бессетт        |
| 10 июн | Фёрст Юнион Либерти Классик | CDM | Петра Росснер    | Анна Миллуорд    | Дебби Мансвелд     |
| 3 авг  | Трофи Интернешнл            | CDM | Ольга Слюсарева  | Регина Шляйхер   | Анна Миллуорд      |
| 9 сен  | Гран-при Швейцарии          | CDM | Сюзанн Юнгског   | Фабиана Луперини | Эдита Пучинскайте  |
| 16 сен | Тур Роттердама              | CDM | Юдит Арндт       | Дебби Мансвелд   | Моника Вальвик     |

## Итоговый рейтинг
| Индивидуальный рейтинг | Индивидуальный рейтинг | Индивидуальный рейтинг    | Индивидуальный рейтинг | Индивидуальный рейтинг |
| Гонщик                 | Гонщик                 | Команда                   | Очки                   |                        |
| ---------------------- | ---------------------- | ------------------------- | ---------------------- | ---------------------- |
| 1-й                    | Анна Миллуорд          | Saturn                    | 324 очков              |                        |
| 2-й                    | Мирьям Мельхерс        | Acca Due O-Lorena Camicie | 285 очков              |                        |
| 3-й                    | Сюзанн Юнгског         | Vlaanderen-T Interim      | 240 очков              |                        |
| 4-й                    | Фабиана Луперини       | Edil Savino               | 136 очков              |                        |
| 5-й                    | Дебби Мансвелд         | Vlaanderen-T Interim      | 112 очков              |                        |
| 6-й                    | Хейди Ван де Вейвер    | Vlaanderen-T Interim      | 101 очков              |                        |
| 7-й                    | Зинаида Стагурская     | Gas Sport Team            | 91 очков               |                        |
| 8-й                    | Петра Росснер          | Saturn                    | 86 очков               |                        |
| 9-й                    | Юдит Арндт             | Red Bull-Frankfurt        | 85 очков               |                        |
| 10-й                   | Эдита Пучинскайте      | Alfa Lum-RSM              | 80 очков               |                        |